# Clymenia (botanica)
Clymenia Swingle, 1939 è un genere di piante della famiglia delle Rutacee, diffuso in Nuova Guinea.

## Descrizione
Sono arbusti privi di spine, con peculiari foglie ellittiche acuminate ad entrambe le estremità.
I fiori, bianchi e profumati, sono disposti all'ascella foliare.
I frutti sono degli esperidi a forma di limone, 4,5 x 6–7 cm, con un piccolo umbone all'apice, di colore rosso arancio a maturazione; la polpa è dolce e contiene numerosi semi.

## Tassonomia
Comprende le seguenti specie:
- Clymenia platypoda B.C.Stone
- Clymenia polyandra (Tanaka) Swingle (sin.:Fortunella polyandra)